# Bancaixa

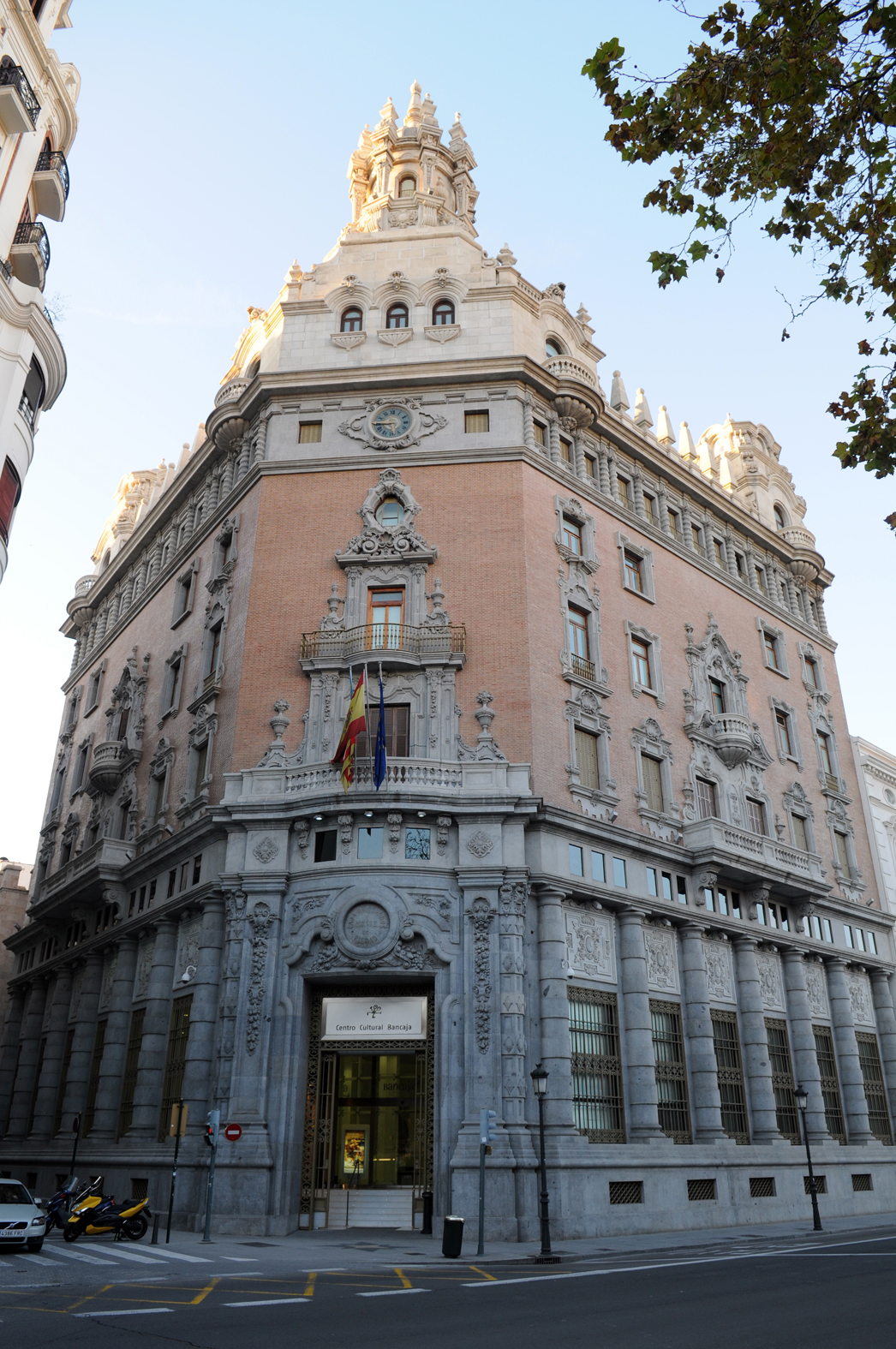
Edifici Glorieta, seu històrica de la Caixa d'Estalvis i Mont de Pietat de València

La Caixa d'Estalvis de València, Castelló i Alacant, coneguda amb el nom comercial de Bancaixa (en castellà: Caja de Ahorros de Valencia, Castellón y Alicante, Bancaja), va ser una entitat de crèdit valenciana que va estar en actiu amb aquest nom des de 1991 (tot i que l'origen es remunta a la creació de la Caixa d'Estalvis i Mont de Pietat de València el 1878) fins al 2010 amb la creació del Banc Financer i Estalvis (BFA) junt amb Caja Madrid.
Bancaixa, amb més d'una segle d'història, es va convertir en la principal caixa valenciana i la quarta més important d'Espanya per la seva gran implantació comercial, una cartera superior a dos milions de clients i més de 4.500 llocs de treball.
L'entitat financera comptà amb una nombrosa presència en societats de serveis, financeres, d’assegurances, etc., del País Valencià. En l’assemblea general i el consell d’administració, hi tenia un fort pes la representació de la Generalitat Valenciana.
L'Entitat es regia pels seus Estatuts adaptats al Text Refós de la Llei de Caixes d'Estalvis, aprovat per Decret Legislatiu 1/1997, de 23 de juliol del Govern Valencià, i altres normes que la desenvolupen, autoritzades mitjançant Resolucions de l'Institut Valencià de Finances del 8 d'octubre de 1997.
El seu domicili social estava, des de 1991, en Castelló de la Plana, carrer Cavallers, número dos. Estava subjecta a la supervisió del Banc d'Espanya. S'integrava en la Federació Valenciana de Caixes d'Estalvi i en la Confederació Espanyola de Caixes d'Estalvis.
El seu últim president fou José María Mas Millet.

## Història

### Caixa d'Estalvis i Mont de Pietat de València[4]
Els orígens de Bancaixa es remunten a 1878, data en què la Reial Societat Econòmica d'Amics del País de València funda la Caixa d'Estalvis i Mont de Pietat de València a proposta de Juan Navarro Reverter. En el primer any ja comptava amb 449 llibretes, i l'any següent es posava en marxa l'establiment de la caixa d'estalvis escolar. La nova empresa no va aconseguir beneficis fins a l'any 1882.
En 1885 es va establir la primera sucursal a Alzira, que va funcionar fins a l'epidèmia del còlera; i quatre anys més tard (1889) s'inaugurava la primera sucursal a València capital al carrer actualment desaparegut de la Saboneria Nova número 1,al barri de Velluters. La insuficiència de locals va provocar que en 1895 s'adquirira el Palau dels Crespi de Valldaura, del Comte de Castrilla de Orgaz, sent derrocat en 1928 per a construir la seu principal de la Caixa, l'anomenat edifici Glorieta al carrer de la Mar i actual seu de la Fundació Bancaixa i part del Centre Cultural Bancaixa. A principis del segle xx, en els anys 1908 i 1909, s'obrin tres noves oficines en la capital: al carrer de Baix del barri del Carme, al barri de Russafa i als poblats marítims.
El 1931 s'inaugura l'Obra Social i finalitzada la Guerra Civil s'inicia un període d'expansió pel territori Valencià amb l'obertura de noves oficines a Llíria, Requena i Sueca els primers anys, o la integració o absorció de diverses caixes d'estalvis de caràcter local: Alzira (1940), Vila-real (1941), Alberic (1942), Xàtiva (1943) i Gandia (1945). El 1940 suposa un canvi substancial per a l'entitat amb la creació de la primera sucursal fora de les fronteres valencianes, concretament a Albacete que li seguirà la de Madrid el 1947.
El ritme de creixement fou continuat tant econòmicament com d'implantació per les comarques valencianes fins als anys 70 del segle XX en que l'entitat centra el seus objectius en la ciutat de València i en la culminació del procés d'informatització iniciat l'anterior dècada. Al 1978, any commemoratiu del centenari, la Caixa d'Estalvis i Mont de Pietat de València comptava amb 400 milions de pessetes en Obra Social i milió i mig d'impositors, a més de tres seus principals a la ciutat: el Centre de Processament de Dades (Edifici Cemeco) de l'Avinguda del Cardenal Benlloch inaugurat l'any 1973, l'edifici Sorolla inaugurat el mateix any, i la seu principal de l'Edifici Glorieta.
Els anys 80 signifiquen l'expansió de l'entitat pels territoris limítrofs, especialment en Alacant i Castelló de la Plana, així com també Barcelona i Saragossa. El 1983 ja comptava amb 444 oficines obertes.
El final de la dècada dels 80 i principis dels 90 és un període d'enfortiment de l'entitat, plasmat en fusions com l'efectuada amb la Caixa d'Estalvis i Mont de Pietat de Sogorb el 1989 i principalment amb la Caixa d'Estalvis i Mont de Pietat de Castelló signada el 31 d'octubre de 1991 davant la presència del president de la Generalitat Joan Lerma i significà el naixement de la nova entitat Caixa d'Estalvis de València, Castelló i Alacant i la marca comercial “Bancaixa”.

### Bancaixa
El primer any de la nova caixa es fusionà la Caixa d’Estalvis i Socors de Sagunt (1993) i poc després Bancaixa va adquirir el capital social del Banco de Murcia (1993) que ampliava l'àrea financera i suposava comptar amb una xarxa de 718 oficines instal·lades en deu províncies espanyoles pertanyents a huit Comunitats Autònomes.
Un any més tard es va comprar una participació accionarial del 24,24% en el capital social del Banc de València (amb 237 oficines), adquisició que accentuava la vocació territorial de l'Entitat, que passava a ser gestionada per Bancaixa però conservant la seua autonomia. També el 1994 s'aprovaren els Estatuts de la Fundació Bancaixa que es posà en funcionament el 1995 amb dues comissions delegades a Sogorb i Sagunt junt amb la Fundació Caixa Castelló.
La segona expansió de l'entitat es va produir en 1997 amb l'entrada a Canàries i l'obertura d'oficines a Aragó, Balears, Castella-la Manxa, Catalunya i Madrid, a més de Miami, la qual cosa va convertir a Bancaixa en la primera caixa d'estalvis espanyola autoritzada per a operar als Estats Units.
La potenciació en l'exterior va arribar amb una segona oficina a Miami i un conveni amb el Banc Popular Dominicà, que es va reflectir en l'emissió de deute en els mercats internacionals.
Els bons resultats van continuar en 2000, i va realitzar la seua última fusió, aquesta vegada amb Caixa Carlet, dins de la tendència de concentració del sector financer. Fora d'Espanya, va ampliar els acords amb la unió de bancs de Noruega i va continuar amb el de Banorte de Mèxic, pel qual va obrir una oficina a Cancun.
El creixement del Grup Bancaixa també es va correspondre en una expansió de la seua activitat més enllà de la financera amb participacions en empreses i societats de serveis. Aquestes empreses tenien com a objecte especialitzar i diversificar l'oferta de productes a la clientela a través de diferents canals de distribució en un espai geogràfic progressivament ampliat, a fi d'obtenir economies d'escala i d'àmbit o d'abast. Bancaixa, com a entitat matriu del Grup, coordinava l'actuació de les empreses participades, a les quals recolzava en diversos aspectes.
Conformaven el Grup Bancaixa a 31 de desembre de 2008:
| Empresa                               | Drets de vot | Societat                  | Activitat            |
| ------------------------------------- | ------------ | ------------------------- | -------------------- |
| Banc de València                      | 38,41%       |                           | Banc                 |
| Bancaja Gestión de Activos            | 100%         |                           | Gestora              |
| Bancaja Fondos                        | 100%         |                           | Gestora              |
| Invercalia Gestión Privada            | 100%         |                           | Gestora              |
| Arcalia Patrimonio                    | 100%         |                           | Gestora              |
| Arcalia Inversiones SGIIC             | 100%         |                           | Gestora              |
| Mercavalor A.V.                       | 19,99%       |                           | Gestora              |
| B.I.F.                                | 100%         |                           | Financera            |
| B.E.F.                                | 100%         |                           | Financera            |
| Bancaja Capital                       | 100%         |                           | Financera            |
| Bancaja Emisiones                     | 100%         |                           | Financera            |
| Bancaja US Dept                       | 100%         |                           | Financera            |
| BVA Preferentes                       | 100%         |                           | Financera            |
| Aseval                                | 50%          |                           | Assegurances         |
| Bancaja BancaSeguros                  | 100%         |                           | Assegurances         |
| Bancaja Habitat                       | 100%         |                           | Inmobiliaria         |
| Cisa                                  | 100%         |                           | Inmobiliaria         |
| Valenciana de Sociedades Participadas | 100%         |                           | Inmobiliaria         |
| Martinsa-Fadesa                       | 5,97%        |                           | Inmobiliaria         |
| Inmobiliaria Colonial                 | 2,75%        |                           | Inmobiliaria         |
| Cavaltour                             | 50%          |                           | Serveis al Grup      |
| Acinsa                                | 23,18%       |                           | Serveis al Grup      |
| Bancaja Particip.                     | 100%         |                           | Inversió empresarial |
| Valenciana Inv. Mob.                  | 100%         |                           | Inversió empresarial |
| Grupo Bancaja Centro de Estudios      | 100%         |                           | Inversió empresarial |
| Inversiones Valencia SCR              | 100%         |                           | Inversió empresarial |
| Cart. Part. Empr. Com. Val.           | 50%          |                           | Inversió empresarial |
| Bancaja Inversiones                   | 69,98%       |                           | Inversió empresarial |
| Iberdrola                             | 6,03%        | Bancaja Inversiones, S.A. | Inversió empresarial |
| Enagas                                | 5%           | Bancaja Inversiones, S.A  | Inversió empresarial |
| NH Hotels                             | 5,66%        | Bancaja Inversiones, S.A. | Inversió empresarial |
| Ribera Salud                          | 50%          |                           | Altres               |
| Terra Mítica                          | 24,23%       |                           | Altres               |
| Valmor Sports                         | 33,33%       |                           | Altres               |
| Abertis                               | 2,70%        |                           | Altres               |
| Hospimar 2000                         | 31,60%       |                           | Altres               |
| Hotel Alameda València                | 100%         |                           | Altres               |
| Diversia Concesiones y Servicios      | 33,33%       |                           | Altres               |
| Energía Solar Aplicada                | 27%          |                           | Altres               |
| Aguas de Valencia                     | 30,34%       |                           | Altres               |
| Sistema Energ. Levante                | 42,90%       |                           | Altres               |

### Crisi financera (2008-2012)
El 2008 esclata la bombolla de crèdit i immobiliaria. Una bombolla que s'havia desenvolupat des de finals dels 90 i que es va accelerar en els anys immediatament anteriors i que desembocà en l'anomenada Crisi Financera Global que afectà especialment a Bancaixa per la seua forta aposta per la indústria immobiliària. Així el 2010 s'executa una operació de fusió amb Caja Madrid i altres petites caixes d'àmbit espanyol (Caixa Laietana, la Caja de Canarias, Caja de Ávila, Caja Segovia i Caja Rioja) que desembocarà en la creació del Banco Financiero y de Ahorros (BFA) en la qual Bancaixa disposava del 37,7 % del capital, la segona en importància per darrere de l'entitat madrilenya. Aquesta operació fou coneguda en termes financers com a fusió freda.
Bankia, entitat matriu de la nova fusió, va exercir l'activitat en substitució de les diverses caixes tot i que Bancaixa va mantindre's com a entitat financera fins a la seua dissolució el novembre de 2012 arran de la nacionalització de BFA. D'aquesta manera Bancaixa es convertí automàticament en fundació de caràcter especial per a la gestió de la seua obra social.

## Llista de presidents
- Antonio Rodríguez de Cepeda y Garrido (1877-?)
- Elías Martínez Gil
- Juan Bautista Reig García (1884-1887)
- Pedro Díez de Rivera y Muro
- José Barberá y Falcó
- José María Llopis Domínguez
- Fernando Núñez Robres y Salvador
- Vicente Gadea Orozco (1897-1904)
- Rafael Rodríguez de Cepeda y Marqués
- José Maria Carrau y Juna
- Miguel Fabregat Vidal
- Manuel Martí Sanchis
- Luis Martí Alegre
- Luis Iváñez de Lara Gomis (1961-?)
- Adolfo Giménez del Río y Tasso
- Elías Ros Pallarés
- Marcelino Alamar Belloch (1976-1987)
- Salvador Fernández Calabuig (1987-1989)
- Josep Maria Simó Nogués (1989-1997)
- Julio de Miguel Aynat (1997-2006)
- José Luis Olivas Martínez (2006-2011)
- Antonio Tirado Jiménez (2011-2012)
- José María Mas Millet (2012)

## Administració
- President: José María Mas Millet[8][9]

- Director Financer: Aurelio Izquierdo Gómez[10]

### Consell d'Administració
El Consell d'Administració estava format, fins a 2012, per 20 membres distribuïts en els següents grups:
| Grup                           | Nº de membres |
| ------------------------------ | ------------- |
| Impositors                     | 7             |
| Generalitat Valenciana         | 5             |
| Corporacions Municipals        | 5             |
| Empleats                       | 2             |
| Persones o Entitats Fundadores | 1             |

### Assemblea General
L'Assemblea General estava formada, fins a 2012, per 197 consellers generals distribuïts en els següents grups:
| Grup                           | Consellers Generals |
| ------------------------------ | ------------------- |
| Impositors                     | 66                  |
| Generalitat Valenciana         | 49                  |
| Corporacions Municipals        | 48                  |
| Empleats                       | 24                  |
| Persones o Entitats Fundadores | 10                  |